# Lista över Songdynastins kejsare

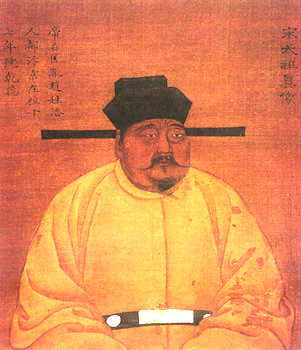
Song Taizu (r. 960-976)
Songdynastins första kejsare.

Lista över Songdynastins kejsare avser de arton kejsare som regerade under den kinesiska Songdynastin (960–1279). Dynastin grundades av Zhao Kuangyin (赵匡胤) (927-976), och alla efterföljande kejsare tillhör familjen Zhao (赵). De arton kejsarna sträcker sig över tretton generationer och 320 års sammanlagd regeringstid. Songdynastin är uppdelad i Norra Song (960-1127) då rikets huvudstad var Kaifeng, och Södra Song (1127-1279) då rikets huvudstad var Hangzhou.
Vid fyra tillfällen har tronarvingen varit adopterad (kejsarna Yingzong, Xiaozong, Lizong och Duzong). Dock har de adopterade kejsarna alltid varit biologiska släktingar till familjen Zhao. Dynastins tre sista kejsare tillsattes som mycket unga barnkejsare. Gongdi tillträdde som fyraåring, Duanzong och Zhao Bing tillträdde tronen som åttaåringar. Även kejsar Zhezong under Norra Song tillträdde ung vid nio års ålder, och kejsar Renzong tillträdde som tolvåring. Kejsar Renzong var den kejsare som regerade längst tid (41 år) följt av kejsar Lizong (40 år) och kejsar Gaozong (35 år).
Songdynastin grundades under tiden för De fem dynastierna och De tio rikena (907-979). Zhao Kuangyin var general i Senare Zhou (951–960), som var den starkaste staten i Tangdynastins ursprungliga territorium. År 959 dog Senare Zhous kejsare, och hans sexåriga arvinge placerades på tronen och riket styrdes av änkekejsarinnan. I februari 960 tog Zhao Kuangyin makten över riket och proklamerade sig som grundare av Songdynastin, och fick postumt tempelnamnet Taizu ("Ärade förfader"). Dynastin gick under år 1279 i slaget vid Yamen mot mongolerna. När premiärminister Lu Xiufu insett att dynastin var förlorad, begick han självmord tillsammans med barnkejsaren Zhao Bing. Songdynastin var då helt besegrad av mongolerna som grundat Yuandynastin (1271-1368).

## Norra Song (960-1127)
| Nr | Porträtt | Tempelnamn Födelseår Död år  | Personnamn                                                    | Regeringstid | Regeringsperiod |
| -- | -------- | ---------------------------- | ------------------------------------------------------------- | ------------ | --- |
| 1  |          | Taizu (太祖) *927 †976       | Zhao Kuangyin (赵匡胤)                                        | 960 ↓ 976    | Jianlong 960-962 Qiande 963-967 Kaibao 968-975 |
| 2  |          | Taizong (太宗) *939 †997     | Zhao Kuangyi (赵匡义) Zhao Guangyi (赵光义) Zhao Jiong (赵炅) | 976 ↓ 997    | Taipingxingguo 976-983 Yongxi 984-987 Jinggonh 988-989 Chunhua 990-994 Zhidao 995-997                                                                        |
| 3  |          | Zhenzong (真宗) *968 †1022   | Zhao Heng (赵恒)                                              | 997 ↓ 1022   | Xianping 998-1003 Jingde 1004–1007 Dazhongxiangfu 1008–1016 Tianxi 1017–1021 Qianxing 1022                                                                   |
| 4  |          | Renzong (仁宗) *1010 †1063   | Zhao Zhen (赵祯)                                              | 1022 ↓ 1063  | Tiansheng 1023–1031 Mingdao 1032–1033 Jingyou 1034–1037 Baoyuan 1038–1049 Kangding 1040 Qingli 1041–1048 Huangyou 1049–1053 Zhihe 1054–1055 Jiayou 1056–1063 |
| 5  |          | Yingzong (英宗) *1032 †1067  | Zhao Shu (赵曙)                                               | 1063 ↓ 1067  | Zhiping 1064–1067 |
| 6  |          | Shenzong (神宗)) *1048 †1085 | Zhao Xu (赵顼)                                                | 1067 ↓ 1085  | Xining 1068–1077 Yuanfeng 1078–1085 |
| 7  |          | Zhezong (哲宗) *1077 †1100   | Zhao Xu (赵煦)                                                | 1085 ↓ 1100  | Yuanyou 1086–1093 Shaosheng 1094–1097 Yuanfu 1098–1100 |
| 8  |          | Huizong (徽宗) *1082 †1135   | Zhao Ji (赵佶)                                                | 1100 ↓ 1125  | Jianzhongjingguo 1101 Chongning 1102–1106 Daguan 1107–1110 Zhenghe 1111–1117 Chonghe 1118 Xuanhe 1119–1125                                                   |
| 9  |          | Qinzong (欽宗) *1100 †1161   | Zhao Huan (赵桓)                                              | 1125 ↓ 1126  | Jingkang 1126 |

## Södra Song (1127-1279)
| Nr | Porträtt | Tempelnamn Födelseår Död år               | Personnamn       | Regeringstid | Regeringsperiod |
| -- | -------- | ----------------------------------------- | ---------------- | ------------ | --- |
| 10 |          | Gaozong (高宗) *1107 †1187                | Zhao Gou (赵构)  | 1127 ↓ 1162  | Jingyan 1127–1130 Shaoxing 1131–1162 |
| 11 |          | Xiaozong (孝宗) *1127 †1194               | Zhao Shen (赵慎) | 1162 ↓ 1189  | Longxing 1163–1164 Qiandao 1165–1173 Chunxi 1174–1189                                                                                      |
| 12 |          | Guangzong (光宗) *1147 †1200              | Zhao Dun (赵惇)  | 1189 ↓ 1194  | Shaoxi 1190–1194 |
| 13 |          | Ningzong (寧宗) *1168 †1224               | Zhao Kuo (赵扩)  | 1194 ↓ 1224  | Qingyuan 1195–1200 Jiatai 1201–1204 Kaixi 1205–1207 Jiading 1208–1224                                                                      |
| 14 |          | Lizong (理宗) *1205 †1264                 | Zhao Yun (赵昀)  | 1224 ↓ 1264  | Baoqing 1225–1227 Shaoding 1228–1233 Duanping 1234–1236 Jiaxi 1237–1240 Chunyou 1241–1252 Baoyou 1253–1258 Kaiqing 1259 Jingding 1260–1264 |
| 15 |          | Duzong (度宗) *1240 †1274                 | Zhao Qi (赵祺)   | 1264 ↓ 1274  | Xianchun 1265–1274 |
| 16 |          | Gongzong (恭宗) (Gongdi 恭帝) *1271 †1323 | Zhao Xian (赵显) | 1274 ↓ 1276  | Deyou 1275 |
| 17 |          | Duanzong (端宗) *1269 †1278               | Zhao Shi (赵是)  | 1276 ↓ 1278  | Jingyan 1276–1277 |
| 18 |          | inget *1272 †1279                         | Zhao Bing (赵昺) | 1278 ↓ 1279  | Xiangxing 1278–1279 |

## Tidslinje
Tidslinje över Songdynastins kejsare där regeringstiden för Norra Song (960-1127) visas med röd stapel och regeringstid för Södra Song (1127-1279) visas med grön stapel). Kejsarens hela livstid visualiseras med gul stapel. De vertikala linjerna markerar dynastin början (960) och slut (1279), och även övergången mellan Norra- och Södra Song (1127).

## Släktträd
Släktträd över Songdynastins kejsare. Årtalen under namnen är regeringstiden. Röda rutor symboliserar kejsare under Norra Song (960-1127). Gröna rutor symboliserar kejsare under Södra Song (1127-1279). Streckad linje symboliserar adoption.
| Zhao Hongyin postumt kejsare Xuanzu |                      |                      |                      |                      |                      |  |  |                                    |                                    |                                    |                                    |                                    |                                    |  |  |                         |                         |                         |                         |                                   |                                   |                                   |                                   |                                   |                                   |                       |                       |                       |                       |  |  |  |  |  |  |  |  |  |  |  |  |  |  |  |  |  |  |  |  |  |  |
|                                     |                      |                      |                      |                      |                      |  |  |                                    |                                    |                                    |                                    |                                    |                                    |  |  |                         |                         |                         |                         |                                   |                                   |                                   |                                   |                                   |                                   |                       |                       |                       |                       |  |  |  |  |  |  |  |  |  |  |  |  |  |  |  |  |  |  |  |  |  |  |
|                                     |                      |                      |                      |                      |                      |  |  |                                    |                                    |                                    |                                    |                                    |                                    |  |  |                         |                         |                         |                         |                                   |                                   |                                   |                                   |                                   |                                   |                       |                       |                       |                       |  |  |  |  |  |  |  |  |  |  |  |  |  |  |  |  |  |  |  |  |  |  |
| #1 Taizu 960-976                    | #1 Taizu 960-976     | #1 Taizu 960-976     | #1 Taizu 960-976     | #1 Taizu 960-976     | #1 Taizu 960-976     |  |  |                                    |                                    |                                    |                                    |                                    |                                    |  |  | #2 Taizong 976-997      | #2 Taizong 976-997      | #2 Taizong 976-997      | #2 Taizong 976-997      | #2 Taizong 976-997                | #2 Taizong 976-997                |                                   |                                   |                                   |                                   |                       |                       |                       |                       |  |  |  |  |  |  |  |  |  |  |  |  |  |  |  |  |  |  |  |  |  |  |
| #1 Taizu 960-976                    | #1 Taizu 960-976     | #1 Taizu 960-976     | #1 Taizu 960-976     | #1 Taizu 960-976     | #1 Taizu 960-976     |  |  |                                    |                                    |                                    |                                    |                                    |                                    |  |  | #2 Taizong 976-997      | #2 Taizong 976-997      | #2 Taizong 976-997      | #2 Taizong 976-997      | #2 Taizong 976-997                | #2 Taizong 976-997                |                                   |                                   |                                   |                                   |                       |                       |                       |                       |  |  |  |  |  |  |  |  |  |  |  |  |  |  |  |  |  |  |  |  |  |  |
|                                     |                      |                      |                      |                      |                      |  |  |                                    |                                    |                                    |                                    |                                    |                                    |  |  |                         |                         |                         |                         |                                   |                                   |                                   |                                   |                                   |                                   |                       |                       |                       |                       |  |  |  |  |  |  |  |  |  |  |  |  |  |  |  |  |  |  |  |  |  |  |
| Zhao Dezhao                         | Zhao Dezhao          | Zhao Dezhao          | Zhao Dezhao          | Zhao Dezhao          | Zhao Dezhao          |  |  | Zhao Defang                        | Zhao Defang                        | Zhao Defang                        | Zhao Defang                        | Zhao Defang                        | Zhao Defang                        |  |  | #3 Zhenzong 997-1122    | #3 Zhenzong 997-1122    | #3 Zhenzong 997-1122    | #3 Zhenzong 997-1122    | #3 Zhenzong 997-1122              | #3 Zhenzong 997-1122              |                                   |                                   | Zhao Yuanfen                      | Zhao Yuanfen                      | Zhao Yuanfen          | Zhao Yuanfen          | Zhao Yuanfen          | Zhao Yuanfen          |  |  |  |  |  |  |  |  |  |  |  |  |  |  |  |  |  |  |  |  |  |  |
| Zhao Dezhao                         | Zhao Dezhao          | Zhao Dezhao          | Zhao Dezhao          | Zhao Dezhao          | Zhao Dezhao          |  |  | Zhao Defang                        | Zhao Defang                        | Zhao Defang                        | Zhao Defang                        | Zhao Defang                        | Zhao Defang                        |  |  | #3 Zhenzong 997-1122    | #3 Zhenzong 997-1122    | #3 Zhenzong 997-1122    | #3 Zhenzong 997-1122    | #3 Zhenzong 997-1122              | #3 Zhenzong 997-1122              |                                   |                                   | Zhao Yuanfen                      | Zhao Yuanfen                      | Zhao Yuanfen          | Zhao Yuanfen          | Zhao Yuanfen          | Zhao Yuanfen          |  |  |  |  |  |  |  |  |  |  |  |  |  |  |  |  |  |  |  |  |  |  |
| Zhao Weiji                          | Zhao Weiji           | Zhao Weiji           | Zhao Weiji           | Zhao Weiji           | Zhao Weiji           |  |  | Zhao Weixian                       | Zhao Weixian                       | Zhao Weixian                       | Zhao Weixian                       | Zhao Weixian                       | Zhao Weixian                       |  |  | #4 Renzong 1122-1163    | #4 Renzong 1122-1163    | #4 Renzong 1122-1163    | #4 Renzong 1122-1163    | #4 Renzong 1122-1163              | #4 Renzong 1122-1163              |                                   |                                   | Zhao Yunrang                      | Zhao Yunrang                      | Zhao Yunrang          | Zhao Yunrang          | Zhao Yunrang          | Zhao Yunrang          |  |  |  |  |  |  |  |  |  |  |  |  |  |  |  |  |  |  |  |  |  |  |
| Zhao Weiji                          | Zhao Weiji           | Zhao Weiji           | Zhao Weiji           | Zhao Weiji           | Zhao Weiji           |  |  | Zhao Weixian                       | Zhao Weixian                       | Zhao Weixian                       | Zhao Weixian                       | Zhao Weixian                       | Zhao Weixian                       |  |  | #4 Renzong 1122-1163    | #4 Renzong 1122-1163    | #4 Renzong 1122-1163    | #4 Renzong 1122-1163    | #4 Renzong 1122-1163              | #4 Renzong 1122-1163              |                                   |                                   | Zhao Yunrang                      | Zhao Yunrang                      | Zhao Yunrang          | Zhao Yunrang          | Zhao Yunrang          | Zhao Yunrang          |  |  |  |  |  |  |  |  |  |  |  |  |  |  |  |  |  |  |  |  |  |  |
|                                     |                      |                      |                      |                      |                      |  |  |                                    |                                    |                                    |                                    |                                    |                                    |  |  |                         |                         |                         |                         |                                   |                                   |                                   |                                   |                                   |                                   |                       |                       |                       |                       |  |  |  |  |  |  |  |  |  |  |  |  |  |  |  |  |  |  |  |  |  |  |
| Zhao Soudu                          | Zhao Soudu           | Zhao Soudu           | Zhao Soudu           | Zhao Soudu           | Zhao Soudu           |  |  | Zhao Congyu                        | Zhao Congyu                        | Zhao Congyu                        | Zhao Congyu                        | Zhao Congyu                        | Zhao Congyu                        |  |  |                         |                         |                         |                         | #5 Yingzong (adopterad) 1063-1067 | #5 Yingzong (adopterad) 1063-1067 | #5 Yingzong (adopterad) 1063-1067 | #5 Yingzong (adopterad) 1063-1067 | #5 Yingzong (adopterad) 1063-1067 | #5 Yingzong (adopterad) 1063-1067 |                       |                       |                       |                       |  |  |  |  |  |  |  |  |  |  |  |  |  |  |  |  |  |  |  |  |  |  |
| Zhao Soudu                          | Zhao Soudu           | Zhao Soudu           | Zhao Soudu           | Zhao Soudu           | Zhao Soudu           |  |  | Zhao Congyu                        | Zhao Congyu                        | Zhao Congyu                        | Zhao Congyu                        | Zhao Congyu                        | Zhao Congyu                        |  |  |                         |                         |                         |                         | #5 Yingzong (adopterad) 1063-1067 | #5 Yingzong (adopterad) 1063-1067 | #5 Yingzong (adopterad) 1063-1067 | #5 Yingzong (adopterad) 1063-1067 | #5 Yingzong (adopterad) 1063-1067 | #5 Yingzong (adopterad) 1063-1067 |                       |                       |                       |                       |  |  |  |  |  |  |  |  |  |  |  |  |  |  |  |  |  |  |  |  |  |  |
| Zhao Shikho                         | Zhao Shikho          | Zhao Shikho          | Zhao Shikho          | Zhao Shikho          | Zhao Shikho          |  |  | Zhao Shijiang                      | Zhao Shijiang                      | Zhao Shijiang                      | Zhao Shijiang                      | Zhao Shijiang                      | Zhao Shijiang                      |  |  |                         |                         |                         |                         | #6 Shenzong 1067-1085             | #6 Shenzong 1067-1085             | #6 Shenzong 1067-1085             | #6 Shenzong 1067-1085             | #6 Shenzong 1067-1085             | #6 Shenzong 1067-1085             |                       |                       |                       |                       |  |  |  |  |  |  |  |  |  |  |  |  |  |  |  |  |  |  |  |  |  |  |
| Zhao Shikho                         | Zhao Shikho          | Zhao Shikho          | Zhao Shikho          | Zhao Shikho          | Zhao Shikho          |  |  | Zhao Shijiang                      | Zhao Shijiang                      | Zhao Shijiang                      | Zhao Shijiang                      | Zhao Shijiang                      | Zhao Shijiang                      |  |  |                         |                         |                         |                         | #6 Shenzong 1067-1085             | #6 Shenzong 1067-1085             | #6 Shenzong 1067-1085             | #6 Shenzong 1067-1085             | #6 Shenzong 1067-1085             | #6 Shenzong 1067-1085             |                       |                       |                       |                       |  |  |  |  |  |  |  |  |  |  |  |  |  |  |  |  |  |  |  |  |  |  |
|                                     |                      |                      |                      |                      |                      |  |  |                                    |                                    |                                    |                                    |                                    |                                    |  |  |                         |                         |                         |                         |                                   |                                   |                                   |                                   |                                   |                                   |                       |                       |                       |                       |  |  |  |  |  |  |  |  |  |  |  |  |  |  |  |  |  |  |  |  |  |  |
| Zhao Lingjia                        | Zhao Lingjia         | Zhao Lingjia         | Zhao Lingjia         | Zhao Lingjia         | Zhao Lingjia         |  |  | Zhao Linghua                       | Zhao Linghua                       | Zhao Linghua                       | Zhao Linghua                       | Zhao Linghua                       | Zhao Linghua                       |  |  | #7 Zhezong 1085-1100    | #7 Zhezong 1085-1100    | #7 Zhezong 1085-1100    | #7 Zhezong 1085-1100    | #7 Zhezong 1085-1100              | #7 Zhezong 1085-1100              |                                   |                                   | #8 Huizong 1100-1125              | #8 Huizong 1100-1125              | #8 Huizong 1100-1125  | #8 Huizong 1100-1125  | #8 Huizong 1100-1125  | #8 Huizong 1100-1125  |  |  |  |  |  |  |  |  |  |  |  |  |  |  |  |  |  |  |  |  |  |  |
| Zhao Lingjia                        | Zhao Lingjia         | Zhao Lingjia         | Zhao Lingjia         | Zhao Lingjia         | Zhao Lingjia         |  |  | Zhao Linghua                       | Zhao Linghua                       | Zhao Linghua                       | Zhao Linghua                       | Zhao Linghua                       | Zhao Linghua                       |  |  | #7 Zhezong 1085-1100    | #7 Zhezong 1085-1100    | #7 Zhezong 1085-1100    | #7 Zhezong 1085-1100    | #7 Zhezong 1085-1100              | #7 Zhezong 1085-1100              |                                   |                                   | #8 Huizong 1100-1125              | #8 Huizong 1100-1125              | #8 Huizong 1100-1125  | #8 Huizong 1100-1125  | #8 Huizong 1100-1125  | #8 Huizong 1100-1125  |  |  |  |  |  |  |  |  |  |  |  |  |  |  |  |  |  |  |  |  |  |  |
|                                     |                      |                      |                      |                      |                      |  |  |                                    |                                    |                                    |                                    |                                    |                                    |  |  |                         |                         |                         |                         |                                   |                                   |                                   |                                   |                                   |                                   |                       |                       |                       |                       |  |  |  |  |  |  |  |  |  |  |  |  |  |  |  |  |  |  |  |  |  |  |
| Zhao Zishii                         | Zhao Zishii          | Zhao Zishii          | Zhao Zishii          | Zhao Zishii          | Zhao Zishii          |  |  | Zhao Zichengi                      | Zhao Zichengi                      | Zhao Zichengi                      | Zhao Zichengi                      | Zhao Zichengi                      | Zhao Zichengi                      |  |  | #9 Qinzong 1125-1126    | #9 Qinzong 1125-1126    | #9 Qinzong 1125-1126    | #9 Qinzong 1125-1126    | #9 Qinzong 1125-1126              | #9 Qinzong 1125-1126              |                                   |                                   | #10 Gaozong 1127-1162             | #10 Gaozong 1127-1162             | #10 Gaozong 1127-1162 | #10 Gaozong 1127-1162 | #10 Gaozong 1127-1162 | #10 Gaozong 1127-1162 |  |  |  |  |  |  |  |  |  |  |  |  |  |  |  |  |  |  |  |  |  |  |
| Zhao Zishii                         | Zhao Zishii          | Zhao Zishii          | Zhao Zishii          | Zhao Zishii          | Zhao Zishii          |  |  | Zhao Zichengi                      | Zhao Zichengi                      | Zhao Zichengi                      | Zhao Zichengi                      | Zhao Zichengi                      | Zhao Zichengi                      |  |  | #9 Qinzong 1125-1126    | #9 Qinzong 1125-1126    | #9 Qinzong 1125-1126    | #9 Qinzong 1125-1126    | #9 Qinzong 1125-1126              | #9 Qinzong 1125-1126              |                                   |                                   | #10 Gaozong 1127-1162             | #10 Gaozong 1127-1162             | #10 Gaozong 1127-1162 | #10 Gaozong 1127-1162 | #10 Gaozong 1127-1162 | #10 Gaozong 1127-1162 |  |  |  |  |  |  |  |  |  |  |  |  |  |  |  |  |  |  |  |  |  |  |
|                                     |                      |                      |                      |                      |                      |  |  |                                    |                                    |                                    |                                    |                                    |                                    |  |  |                         |                         |                         |                         |                                   |                                   |                                   |                                   |                                   |                                   |                       |                       |                       |                       |  |  |  |  |  |  |  |  |  |  |  |  |  |  |  |  |  |  |  |  |  |  |
| Zhao Bowu                           | Zhao Bowu            | Zhao Bowu            | Zhao Bowu            | Zhao Bowu            | Zhao Bowu            |  |  | #11 Xiaozong (adopterad) 1162-1189 | #11 Xiaozong (adopterad) 1162-1189 | #11 Xiaozong (adopterad) 1162-1189 | #11 Xiaozong (adopterad) 1162-1189 | #11 Xiaozong (adopterad) 1162-1189 | #11 Xiaozong (adopterad) 1162-1189 |  |  |                         |                         |                         |                         |                                   |                                   |                                   |                                   |                                   |                                   |                       |                       |                       |                       |  |  |  |  |  |  |  |  |  |  |  |  |  |  |  |  |  |  |  |  |  |  |
| Zhao Bowu                           | Zhao Bowu            | Zhao Bowu            | Zhao Bowu            | Zhao Bowu            | Zhao Bowu            |  |  | #11 Xiaozong (adopterad) 1162-1189 | #11 Xiaozong (adopterad) 1162-1189 | #11 Xiaozong (adopterad) 1162-1189 | #11 Xiaozong (adopterad) 1162-1189 | #11 Xiaozong (adopterad) 1162-1189 | #11 Xiaozong (adopterad) 1162-1189 |  |  |                         |                         |                         |                         |                                   |                                   |                                   |                                   |                                   |                                   |                       |                       |                       |                       |  |  |  |  |  |  |  |  |  |  |  |  |  |  |  |  |  |  |  |  |  |  |
| Zhao Shiyi                          | Zhao Shiyi           | Zhao Shiyi           | Zhao Shiyi           | Zhao Shiyi           | Zhao Shiyi           |  |  | #12 Guangzong 1190-1194            | #12 Guangzong 1190-1194            | #12 Guangzong 1190-1194            | #12 Guangzong 1190-1194            | #12 Guangzong 1190-1194            | #12 Guangzong 1190-1194            |  |  |                         |                         |                         |                         |                                   |                                   |                                   |                                   |                                   |                                   |                       |                       |                       |                       |  |  |  |  |  |  |  |  |  |  |  |  |  |  |  |  |  |  |  |  |  |  |
| Zhao Shiyi                          | Zhao Shiyi           | Zhao Shiyi           | Zhao Shiyi           | Zhao Shiyi           | Zhao Shiyi           |  |  | #12 Guangzong 1190-1194            | #12 Guangzong 1190-1194            | #12 Guangzong 1190-1194            | #12 Guangzong 1190-1194            | #12 Guangzong 1190-1194            | #12 Guangzong 1190-1194            |  |  |                         |                         |                         |                         |                                   |                                   |                                   |                                   |                                   |                                   |                       |                       |                       |                       |  |  |  |  |  |  |  |  |  |  |  |  |  |  |  |  |  |  |  |  |  |  |
| Zhao Xilu                           | Zhao Xilu            | Zhao Xilu            | Zhao Xilu            | Zhao Xilu            | Zhao Xilu            |  |  | #13 Ningzong 1194-1224             | #13 Ningzong 1194-1224             | #13 Ningzong 1194-1224             | #13 Ningzong 1194-1224             | #13 Ningzong 1194-1224             | #13 Ningzong 1194-1224             |  |  |                         |                         |                         |                         |                                   |                                   |                                   |                                   |                                   |                                   |                       |                       |                       |                       |  |  |  |  |  |  |  |  |  |  |  |  |  |  |  |  |  |  |  |  |  |  |
| Zhao Xilu                           | Zhao Xilu            | Zhao Xilu            | Zhao Xilu            | Zhao Xilu            | Zhao Xilu            |  |  | #13 Ningzong 1194-1224             | #13 Ningzong 1194-1224             | #13 Ningzong 1194-1224             | #13 Ningzong 1194-1224             | #13 Ningzong 1194-1224             | #13 Ningzong 1194-1224             |  |  |                         |                         |                         |                         |                                   |                                   |                                   |                                   |                                   |                                   |                       |                       |                       |                       |  |  |  |  |  |  |  |  |  |  |  |  |  |  |  |  |  |  |  |  |  |  |
|                                     |                      |                      |                      |                      |                      |  |  |                                    |                                    |                                    |                                    |                                    |                                    |  |  |                         |                         |                         |                         |                                   |                                   |                                   |                                   |                                   |                                   |                       |                       |                       |                       |  |  |  |  |  |  |  |  |  |  |  |  |  |  |  |  |  |  |  |  |  |  |
| Zhao Yürüi                          | Zhao Yürüi           | Zhao Yürüi           | Zhao Yürüi           | Zhao Yürüi           | Zhao Yürüi           |  |  | #14 Lizong (adopterad) 1224-1264   | #14 Lizong (adopterad) 1224-1264   | #14 Lizong (adopterad) 1224-1264   | #14 Lizong (adopterad) 1224-1264   | #14 Lizong (adopterad) 1224-1264   | #14 Lizong (adopterad) 1224-1264   |  |  |                         |                         |                         |                         |                                   |                                   |                                   |                                   |                                   |                                   |                       |                       |                       |                       |  |  |  |  |  |  |  |  |  |  |  |  |  |  |  |  |  |  |  |  |  |  |
| Zhao Yürüi                          | Zhao Yürüi           | Zhao Yürüi           | Zhao Yürüi           | Zhao Yürüi           | Zhao Yürüi           |  |  | #14 Lizong (adopterad) 1224-1264   | #14 Lizong (adopterad) 1224-1264   | #14 Lizong (adopterad) 1224-1264   | #14 Lizong (adopterad) 1224-1264   | #14 Lizong (adopterad) 1224-1264   | #14 Lizong (adopterad) 1224-1264   |  |  |                         |                         |                         |                         |                                   |                                   |                                   |                                   |                                   |                                   |                       |                       |                       |                       |  |  |  |  |  |  |  |  |  |  |  |  |  |  |  |  |  |  |  |  |  |  |
|                                     |                      |                      |                      |                      |                      |  |  |                                    |                                    |                                    |                                    |                                    |                                    |  |  |                         |                         |                         |                         |                                   |                                   |                                   |                                   |                                   |                                   |                       |                       |                       |                       |  |  |  |  |  |  |  |  |  |  |  |  |  |  |  |  |  |  |  |  |  |  |
| #15 Duzong (adopterad) 1264–1274    |                      |                      |                      |                      |                      |  |  |                                    |                                    |                                    |                                    |                                    |                                    |  |  |                         |                         |                         |                         |                                   |                                   |                                   |                                   |                                   |                                   |                       |                       |                       |                       |  |  |  |  |  |  |  |  |  |  |  |  |  |  |  |  |  |  |  |  |  |  |
|                                     |                      |                      |                      |                      |                      |  |  |                                    |                                    |                                    |                                    |                                    |                                    |  |  |                         |                         |                         |                         |                                   |                                   |                                   |                                   |                                   |                                   |                       |                       |                       |                       |  |  |  |  |  |  |  |  |  |  |  |  |  |  |  |  |  |  |  |  |  |  |
|                                     |                      |                      |                      |                      |                      |  |  |                                    |                                    |                                    |                                    |                                    |                                    |  |  |                         |                         |                         |                         |                                   |                                   |                                   |                                   |                                   |                                   |                       |                       |                       |                       |  |  |  |  |  |  |  |  |  |  |  |  |  |  |  |  |  |  |  |  |  |  |
| #16 Gongdi 1274-1276                | #16 Gongdi 1274-1276 | #16 Gongdi 1274-1276 | #16 Gongdi 1274-1276 | #16 Gongdi 1274-1276 | #16 Gongdi 1274-1276 |  |  | #17 Duanzong 1276-1278             | #17 Duanzong 1276-1278             | #17 Duanzong 1276-1278             | #17 Duanzong 1276-1278             | #17 Duanzong 1276-1278             | #17 Duanzong 1276-1278             |  |  | #18 Zhao Bing 1278-1279 | #18 Zhao Bing 1278-1279 | #18 Zhao Bing 1278-1279 | #18 Zhao Bing 1278-1279 | #18 Zhao Bing 1278-1279           | #18 Zhao Bing 1278-1279           |                                   |                                   |                                   |                                   |                       |                       |                       |                       |  |  |  |  |  |  |  |  |  |  |  |  |  |  |  |  |  |  |  |  |  |  |